# Pilar Arnalot i Muntó
Pilar Arnalot i Muntó (Lleida, 24 d'abril de 1942 - 16 de desembre de 2021) va ser una política catalana, regidora a la Paeria de Lleida durant 16 anys i diputada al Parlament de Catalunya en la IV Legislatura.
Estudià magisteri a l'Escola Normal de Lleida, però no va acabar els estudis. Va regentar una botiga i va presidir l'Asociación Mujeres Demócratas de Lleida. El 1982 es va afiliar a Alianza Popular i posteriorment s'integrà al Partit Popular, essent-ne secretària general a Lleida des de 1991 fins al 2000.
El 1993 va substituir en el seu escó José Ignacio Llorens i Torres, elegit diputat a les eleccions al Parlament de Catalunya de 1992, qui fou elegit diputat al Congrés dels Diputats a les eleccions generals espanyoles de 1993. Va ser membre de la Comissió d'Agricultura, Ramaderia i Pesca i de la Comissió d'Estudi de la Problemàtica del Món Rural. A les eleccions municipals espanyoles de 1991 fou escollida regidora a la Paeria de Lleida, on va exercir des d'aleshores de cap del grup municipal conservador. També va ser diputada de la Diputació de Lleida. En els últims anys abans de morir va patir la malaltia d'Alzheimer.